# MBC일산드림센터
MBC일산드림센터는 경기도 고양시 일산동구 호수로 596 (장항동)에 위치한 MBC 플러스와 MBC C&I의 본사이다. 2004년 9월 착공하여, 2007년 7월에 준공하였다. 2007년 11월 30일 공식 개관했다.

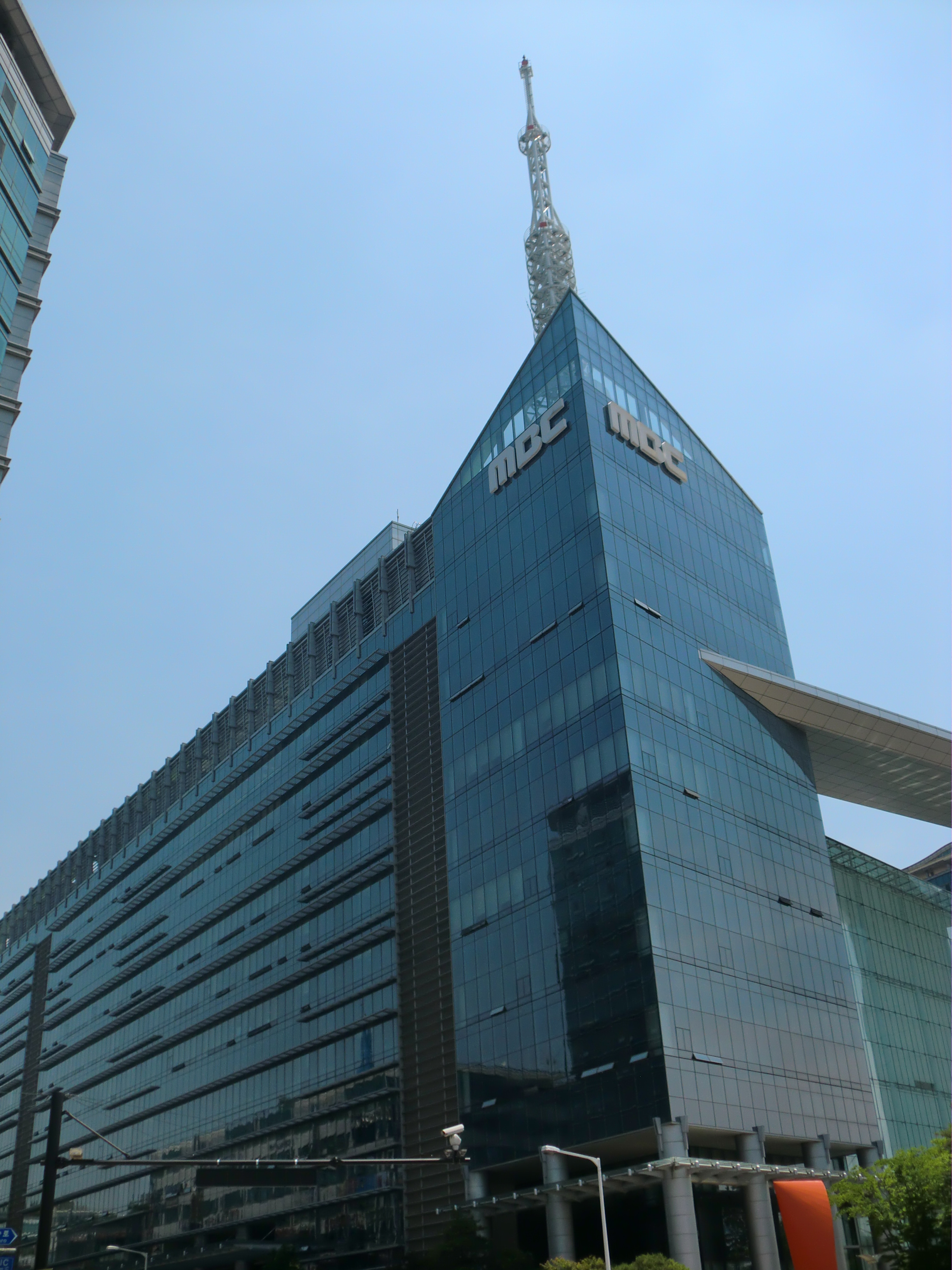
MBC일산드림센터

## 내부 시설
지하 4층, 지상 10층으로 구성되어 있으며 중소기업은행과 이마트24가 입점해 있다.

## 같이 보기
- 문화방송
- MBC 플러스
- 미스터리 음악쇼 복면가왕
- MBC C&I